# Католичка црква у Хрватској
Католичка црква у Хрватској обухвата све институције и организације Католичке цркве на подручју Републике Хрватске. У обредном смислу обухвата римокатолике и гркокатолике. Организационо је подељена на 5 надбискупија и 11 бискупија, које чине четири метрополије: Загребачку, Сплитско-макарску, Ђаковачко-осјечку и Ријечку, те самосталну Задарску надбискупију и Војни ординаријат, који су директно подвргнути Светој столици.

## Историја
На просторима који данас улазе у састав Републике Хрватске, веома рано је дошло до појаве првих хришћанских заједница, које се на подручју римске провинције Далмације јављају већ током првих векова хришћанске историје.
Током 7. века, на те просторе се досељавају Хрвати и Срби, а њихово покрштавање је спроведено у периоду од 7. до 9. века. У прво време, све црквене установе хрватским и српским земљама још увек су припадале првобитном (правоверном) хришћанству, у оквиру кога су постојале само обредне разлике. У приморским крајевима практикован је стари латински и грчки обред, док је у хрватском и српском залеђу (почевши од друге половине 9. века) практикован и словенски обред, који су у те крајеве донели ученици Ћирила и Методија.
Највећи утицај на верске прилике у далматинском залеђу имала је стара Римска црква, која се почевши од 9. века постепено удаљавала од свеопштег (васељенског) православља, а затим је почетком 11. века и формално одступила од изворног симбола вере, прихвативши уметак Filioque, што је потом довело и до Великог раскола (1054).
Тиме је на хришћанском западу, уместо дотадашње (правоверне) Римске цркве, настала нова (филиоквистичка) Римска црква, која је у циљу апропријације (преузимања) свеопштег хришћанског наслеђа присвојила назив: Католичка црква. Коначно одступање Рима од хришћанског правоверја (православља) повукло је за собом и хришћане у Далмацији и Хрватској, чиме је означена прекретница у историји хришћанства на тим просторима.
У периоду од 11. до 20. века, развој католичке црквене организације на просторима који данас улазе у састав Републике Хрватске био је условљен честим политичким и друштвеним променама, које су повремено доводиле до стварања, спајања или укидања појединих бискупија.
За време Другог светског рата (1941—1945), знатан део католичког свештенства је на челу са загребачким надбискупом Алојзијем Степинцем подржао стварање Независне Државе Хрватске. Током ратних година, католичко свештенство је активно саучествовало у принудном и насилном покатоличавању православних Срба, које је спровођено на целокупном подручју НДХ. У томе се посебно истакао клерофашиста Јанко Шимрак, гркокатолички крижевачки администратор (1941) и бискуп (1942), који је почевши од 1941. године, заједно са загребачким надбискупом Алојзијем Степинцем учествовао у раду посебног одбора за спровођење покатоличавања.

## Организација

### Загребачка метрополија
- Загребачка надбискупија
- Вараждинска бискупија
- Сисачка бискупија
- Бјеловарско-крижевачка бискупија
- Крижевачка гркокатоличка епархија

### Ријечка метрополија
- Ријечка надбискупија
- Крчка бискупија
- Госпићко-сењска бискупија
- Поречко-пулска бискупија

### Сплитско-макарска метрополија
- Сплитско-макарска надбискупија
- Дубровачка бискупија
- Хварска бискупија
- Шибенска бискупија

### Ђаковачко-осјечка метрополија
- Ђаковачко-осјечка надбискупија
- Пожешка бискупија

Напомена: као подручна бискупија додељена је и Сријемска бискупија у Србији

### Самостална надбискупија и Војни ординаријат
- Задарска надбискупија самостална надбискупија директно подвргнута Светој Ссолици
- Војни ординаријат — директно подвргнута Светој столици

## Историјске бискупије
Бискупије које су делом или целом својом територијом се налазиле на подручју данашње Републике Хрватске:
- Макарска бискупија
- Марчанска бискупија
- Нинска бискупија
- Осорска бискупија
- Поречка бискупија
- Пулска бискупија
- Рапска бискупија
- Салонитанска надбискупија
- Сењско-модрушка бискупија
- Скрадинска бискупија
- Трогирска бискупија
- Книнска бискупија
- Пићанска бискупија
- Оточачка бискупија
- Корчуланска бискупија
- Новиградска бискупија
- Стонска бискупија
- Биоградска бискупија
- Модрушка бискупија
- Крбавска бискупија
- Сењска бискупија
- Загребачка бискупија

Некадашње бискупије, данас насловна бискупска седишта:
- Биоградска бискупија
- бискупија Цибалае (винковачка)
- бискупија Епидаурум (цавтатска)
- Корчуланска бискупија
- Книнска бискупија
- Крбавска бискупија
- Модрушка бискупија
- Наронска бискупија
- Нинска бискупија
- Новиградска бискупија
- Осорска бискупија
- Оточачка бискупија
- Пићанска бискупија
- Рабска бискупија
- Скрадинска бискупија
- Стонска бискупија
- Трогирска бискупија